# 초대양

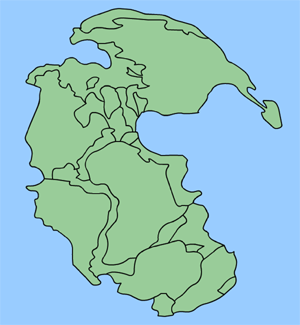
초대륙 판게아를 둘러싼 초대양 판탈라사해의 지도

초대양(Superocean)은 초대륙을 둘러싼 대양이다. 이 외에는 현재의 태평양보다 큰 모든 대양으로 정의한다. 이름 붙여진 지구의 초대양에는 초대륙 로디니아를 둘러싼 미로비아, 초대륙 판게아를 둘러싼 판탈라사해가 있다. 판노티아와 컬럼비아, 컬럼비아 이전의 대륙들(예: 우르와 케노를란드)도 초대양에 둘러싸여 있었다.
초대양에서 표층수가 방해받지 않고 동서로 움직이면, 햇빛에 노출되어 따뜻해지는 경향이 있어 대양의 서쪽 가장자리가 동쪽보다 따뜻해진다. 또한, 내륙에서 훨씬 더 빠르게 일어났을 기온의 계절 변화는 아마 강력한 계절풍을 유발했을 것이다. 그러나 일반적으로 초대양의 역학은 잘 이해되지 않고 있다.

## 초대양 목록
- 니알바라/지로시아 (바알바라/우르) (4.404–1.071 Ga)
- 레로바 (케노를란드) (2.523–1.805 Ga)
- 애틀랜타-퍼시피카 해 (애틀릭 해) (컬럼비아) (1.41–1.065 Ga)
- 미로비아 (로디니아) (1,380–600 Ma)
- 범아프리카해 (로디니아/판노티아) (987.5-605 Ma)
- 판탈라사해 (판노티아/판게아) (750–173 Ma)

### 가능한 미래의 초대양
- 남극-대서양 (아마시아)
- 대서양 (노보판게아)
- 프로판탈라식해 (판게아 울티마)
- 바이칼해 (범아시아해[3]) (아우리카)

## 같이 보기
- 세계 대양